# Arktični konvoji
Arktični konvoji so bile organizirane skupine trgovskih in transportnih ladij, s katerimi so zahodni zavezniki med drugo svetovno vojno oskrbovali Sovjetsko zvezo z različnim vojaškim materialom. Konvoji so pluli iz smeri Velike Britanije in ZDA; njihov cilj pa sta bila Murmansk in Arhangelsk, najbolj severni pristanišči Sovjetske zveze (SZ). Med avgustom 1941 in majem 1945 je tako proti SZ odplulo 78 konvojev z več kot 1.400 ladjami, ki so jih varovale močne skupine zavezniških bojnih ladij. Zaradi arktičnih razmer je bila plovna pot konvojev ena izmed najtežjih v celotni drugi svetovni vojni. Nemci so se pomena teh konvojev dobro zavedali, zato so si prizadevali, da bi jih kar najbolj ovirali, kar je pripeljalo do številnih bitk. Ena izmed bolj znanih je bila bitka pri Severnem rtu.

## Vzroki za nastanek konvojev
V nedeljo 22. junija je Nemčija v operaciji Barbarosa nenapovedano napadla Sovjetsko zvezo. Ta se je vsa presenečena, sama in popolnoma nepripravljena znašla pred močnim nasprotnikom, ki je iz dneva v dan nezadržno napredoval proti glavnemu mestu, Moskvi. Churchill, ki je bil sicer goreč nasprotnik komunizma je v tistem trenutku Sovjetsko zvezo videl kot odličnega nasprotnika proti skupnemu sovražniku, Nacistični Nemčiji. Zato je Stalinu v primeru zavezništva obljubil vojaško pomoč. 
Po dogovoru naj bi opremo v ameriških pristaniščih prevzemale le sovjetske ladje. Vendar je kmalu postalo jasno, da sovjetska mornarica niti približno ni kos tej zahtevni nalogi. Edina pot, ki so jo Rusi lahko nemoteno vzdrževali, je bila povezava čez Tihi ocean, Vladivostok-ZDA. Tam so imeli Rusi največ ladij, pa tudi Japonci se jih zaradi neprijetnih izkušenj iz tridesetih let niso upali napadati. Poleg te sta na razpolago ostali še dve poti. Ena izmed teh dveh poti je vodila okoli rta dobre Nade do Basre, ker je bila pot dolga več kot 14.500 milj in je plovba trajala okoli 26 dni, skorajda ni prišla v poštev. Druga pot je bila veliko bolj uporabna: to je bila pot do Murmanska in Arhangelska skozi Barentsovo ožino, ki je bila najkrajša, vendar najnevarnejša.

## Razmere na morju
Pot, ki je vodila  v Murmansk in  Arhangelsk, je veljala zaradi izjemno težkih vremenskih razmer, že od nekdaj za eno najtežjih plovnih poti. Zaradi morskih tokov je ta del Atlantika večino časa zavit v meglo, nevarni pa so tudi viharji in ledene plošče. V času zime se je meja polarnega ledu rtu Nordkap približala na 80 milj, tako da je ostal primeren za plovbo le ozek kanal na meji med ledom in kopnim. V poletnih mesecih pa se je led dvignil nad Medvedji otok in Spitsberge, ladje pa so imele na razpolago tudi svetle poletne noči. Vendar pa ne en ne drug letni čas nista bila v prid konvojem. V zimskem času res da konvoje niso ogrožale nemške podmornice in ladje, zato pa so jih ogrožali številni snežni viharji in ledene gore. Poleti je bilo ravno nasprotno, konvoje so nenehno ogrožale nemške podmornice, ladje in letala.

## Konvoji
Prvi konvoj se je iz ZDA proti Murmansku odpravil avgusta 1941. Na poti so se mu pridružile še britanske spremljevalne ladje (ZDA v tistem času še niso bile v vojni). Konvoj je najprej plul proti škotskemu pristanišču Loch Ewe, nato pa skozi Danski prehod med Islandijo in Grenlandijo do Murmanska in Arhangelska. Temu konvoju so nato sledili še drugi. Pot konvojev je bila izredno težavna. Poleti so konvoje na svoji poti neprestano ovirala nemška bojna letala in ladje, pozimi pa nepredvidljivo in ostro arktično podnebje. Zaradi zimskega ledu so morale ladje pluti južno od Medvedjega otoka s čimer so bile še dodatno izpostavljene nemškim napadom.
Konvoje, ki so pluli v smeri Rusije so označevali s kratico PQ, te kratici je nato sledila še številka konvoja, za pot nazaj pa so konvoj označevali s QP in ustrezno številko. Izjema je bil le prvi poizkusni konvoj, ki je imel oznako >>derviš<<. V prvem obdobju, avgust 1941 do junija 1942, so zavezniki v Sovjetsko zvezo poslali 19 konvojev s 250 ladjami. V letu 1941 se je proti SZ odpravilo 8 konvojev in vsi so prispeli na cilj brez izgub. Januarja 1942 pa so se stvari začele zapletati, saj so Nemci odkrili pomembnost konvojev. V tem času je imel največ izgub konvoj z oznako PQ 17. Od 36 ladij je na cilj prišlo le enajst.  Med 250 ladjami prvega obdobja jih je sovjetska pristanišča doseglo le 190, še dodatnih 11 ladij pa je bilo izgubljenih pri vračanju v Veliko Britanijo, nekatere ladje pa so bile tako poškodovane, da so morale prezimiti v SZ.
Drugo obdobje arktičnih konvojev se je začelo septembra 1942 in je trajalo do marca 1943. V tem času so zavezniki izboljšali varovanje konvojev, zato so bile izgube nekoliko manjše. V veliko pomoč jim je bilo tudi novo letalsko oporišče na polotoku Kola, iz katerega so zahodni zavezniki ladjam zadnji del poti zagotavljali nenehno zračno zaščito. V tem obdobju jo je najslabše odnesel konvoj PQ 18, ki je od 40 ladij izgubil kar trinajst. To je bil zadnji konvoj s tako velikimi izgubami. Tako so zavezniki v tem obdobju od 223 ladij izgubili le 28.
Zadnje obdobje se je začelo avgusta 1944 in je trajalo do maja 1945. Ker so se razmere na vseh bojiščih postavile zaveznikom v prid so ti izboljšali varovanje konvojev. Prvič so v spremstvo vključili tudi letalonosilke, zaradi česar so izgube padle na minimum. Varovanja konvojev se je izredno aktivno udeležila tudi sovjetska mornarica in letalstvo, ki je nenehno napadalo nemška oporišča na Norveškem.

## Nemški odzivi
Nemci so razmeroma pozno ugotovili kako zelo pomembni so ti konvoji za SZ. Šele januarja 1942 so začeli polagati mine v vodah ob severni obali SZ, na konvoje pa so se spravili tudi s podmornicami, letali in površinskimi ladjami. Glavna Nemška pomorska oporišča na norveškem so bila Altafjord, Trondheim in Narvik. V Trondheimu in Bergenu so bile večinoma nameščene podmornice, v Altafjordu pa nemške površinske ladje. Poleg pomorskih oporišč so Nemci v krajih Bodo, Narvik, Bardafuss, Tromso, Banak in Kirkenes zgradili letališča iz katerih so lahko brez večjih težav dosegli sovjetska pristanišča na daljnem severu.
Nad konvoje so Nemci poslali tudi največjo ladjo v nemški mornarici, Tirpitz, ki pa pri lovu ni imela sreče, na povratku v oporišče pa so jo napadla še britanska letala in jo težko poškodovala. Septembra 1943 je bila Tirpitz ponovno tarča zaveznikov. Tokrat so jo napadli z žepnimi podmornicami in jo ponovno onesposobili za daljše časovno obdobje, dokler jo niso 12. novembra 1944 dokončno potopili. Njeno vlogo je poskušale prevzeti bojna ladja Scharnhorst, vendar se je ta 25. decembra 1943 pri napadu na nek konvoj v t. i. bitki pri Nordkapu zapletla v spopad z bojno ladjo HMS Duke of York, ki je  Scharnhorst ob pomoči rušilcev potopila. Nemško površinsko ladjevje pri napadu na arktične konvoje ni imelo sreče, nekoliko bolje pa je šlo nemškemu letalstvu in podmornicam, ki so bili odgovorni za večino izgub med konvoji.

## Izgube in pripeljan material
Od avgusta 1941 pa do maja 1945 je 78 konvojev z okoli 1.400 trgovskimi ladjami v SZ pripeljalo 12.755 tankov, 22.200 letal, 375.800 kamionov in več kot 4 milijone ton streliva in drugega vojaškega material. Pritem so zavezniki zaradi nemških napadov izgubili 85 ladij ostale pa so se potopile zaradi slabega vremena, trčenja z ledeno goro ali pa zaradi poškodb plovbe niso morale nadaljevati. Izgube so bile tudi med spremljevalnimi ladjami, ena spremljevalna letalonosilka je bila težko poškodovana, dve križarki, šest rušilcev in še osem drugih spremljevalnih ladij pa je bilo potopljenih. Zavezniki so izgubili 3.000 mornarjev.
Nemci so izgubili ponos nemške mornarice, bojno ladjo Tirpitz, ter  križarko Scharnhorst. Izgubili so tudi 6 rušilcev in več kot trideset podmornic in večje število letal.